# Wolf 1061 c
Wolf 1061 c è un pianeta extrasolare in orbita attorno a Wolf 1061 (Gliese 273), una nana rossa distante 14 anni luce dal sistema solare. È stato scoperto assieme ad altri due pianeti nel dicembre 2015 con il metodo della velocità radiale da un gruppo di astronomi australiani dell'University of New South Wales, attraverso lo spettrografo HARPS dell'Osservatorio di La Silla, in Cile. Situato nella zona abitabile della sua stella, si tratta del terzo pianeta potenzialmente abitabile più vicino alla Terra, dopo Proxima Centauri b Ross 128 b.

## Stella ospite
Wolf 1061 è una nana rossa con massa e raggio che sono rispettivamente il 25% e il 31% di quelli del Sole e una temperatura superficiale di circa 3340 K. Classificata come variabile BY Draconis potrebbe essere soggetta a brillamenti; durante osservazioni avvenute tra il 2010 e il 2016 si sono osservate variazioni di 0,02 magnitudini su scale temporali di circa 100 giorni,, tuttavia, rispetto alle stelle della sua classe, viene considerata piuttosto stabile.

## Caratteristiche

### Massa e raggio
Considerando la sua massa, pari ad almeno 3,41 volte quella terrestre. Wolf 1061 c viene classificato come una super Terra dalla superficie solida, mentre il raggio, non noto con precisione, è di circa 1,45 R⊕ considerando una densità simile a quella terrestre.

### Parametri orbitali
Il pianeta orbita attorno alla sua stella in poco meno di 18 giorni a una distanza media di 0,09 UA, molto più vicino di quanto non disti Mercurio dal Sole; tuttavia, essendo la stella madre molto più debole del Sole, il pianeta si trova all'interno della zona abitabile del sistema, anche se riceve il 36% di radiazione in più di quanta non ne riceva la Terra dal Sole. Data la distanza dalla stella madre, è possibile che sia in rotazione sincrona rivolgendo sempre lo stesso emisfero verso la stella, come spesso avviene per i pianeti che si trovano nella zona abitabile di una nana rossa. 

## Abitabilità
Nonostante l'alto ESI e la temperatura di equilibrio di circa 275 K (+2 °C), il pianeta, probabilmente, non è tra i migliori candidati in assoluto nella ricerca di pianeti abitabili: ha un'alta eccentricità orbitale (e = 0,11) e si trova per gran parte della sua orbita nelle vicinanze del confine più interno della zona abitabile. La rotazione sincrona e il fatto che riceva il 36% in più della radiazione che riceve la Terra dal Sole, potrebbe aver causato un effetto serra incontrollato come è successo per Venere, che pur essendo all'interno della zona abitabile del Sole ha una temperatura superficiale di oltre 400 °C.
Nonostante la rotazione sincrona, è comunque possibile che lungo la linea del terminatore esistano le condizioni per la presenza di acqua liquida sulla superficie.